# Ransom (Illinois)
Ransom est un village du comté de LaSalle dans l'Illinois, aux États-Unis,. Situé au sud-est du comté, il est incorporé le 2 août 1886. Le village est baptisé en référence au général Thomas E. G. Ransom (en).

## Démographie
Lors du recensement de 2010, le village comptait une population de 384 habitants. Elle est estimée, en 2016, à 371 habitants.

### Source de la traduction
- (en) Cet article est partiellement ou en totalité issu de l’article de Wikipédia en anglais intitulé « Ransom, Illinois » (voir la liste des auteurs).